# Freedom Force
Freedom Force – taktyczna gra akcji wyprodukowana przez Irrational Games i wydana przez Crave Entertainment. Produkcja została wydana 26 marca 2002 roku na komputery z systemem Microsoft Windows. 
Akcja toczy się w latach sześćdziesiątych XX wieku. Kosmita Lord Dominiom dąży do zdobycia władzy nad światem, przy wykorzystaniu Energii X. Każdy, kto się z nią zetknie nabiera potężnych mocy. Jego kolejnym celem jest Ziemia, którą pragnie zniszczyć. Energia X ma zostać użyta na notorycznych kryminalistach i przestępcach, by zdestabilizować świat ludzki i uczynić go niezdolnym do obrony. Jednak buntownicy przeciwko Lordowi wykorzystują energię do stworzenia oddziału super bohaterów mających obronić Ziemię. 
W roku 2005 wydano kontynuację gry – Freedom Force vs. the Third Reich.